# Batalla de Clavijo
La batalla de Clavijo habría sido una batalla del periodo de la Reconquista, dirigida por el rey Ramiro I de Asturias y capitaneada por el general Sancho Fernández de Tejada contra las tropas del emir Abderramán II. Se habría producido en el denominado Campo de la Matanza, en las cercanías de Clavijo, La Rioja (España), fechada el 23 de mayo del año 844. Sus características míticas (la intervención milagrosa del apóstol Santiago), su condición de justificación del Voto de Santiago y la revisión que desde el siglo XVIII supuso la crítica historiográfica de Juan Francisco Masdeu la han hecho ser considerada en la actualidad una batalla legendaria, cuya inclusión en las crónicas se debería al arzobispo Rodrigo Jiménez de Rada y que incluiría, mezclándolos y mitificándolos, datos de otras batallas de diferentes momentos y localizaciones, aunque es, a grandes rasgos, la mitificación de la segunda batalla de Albelda.Sin embargo, la batalla fue celebrada como un elemento de conformación de la historia nacional española.

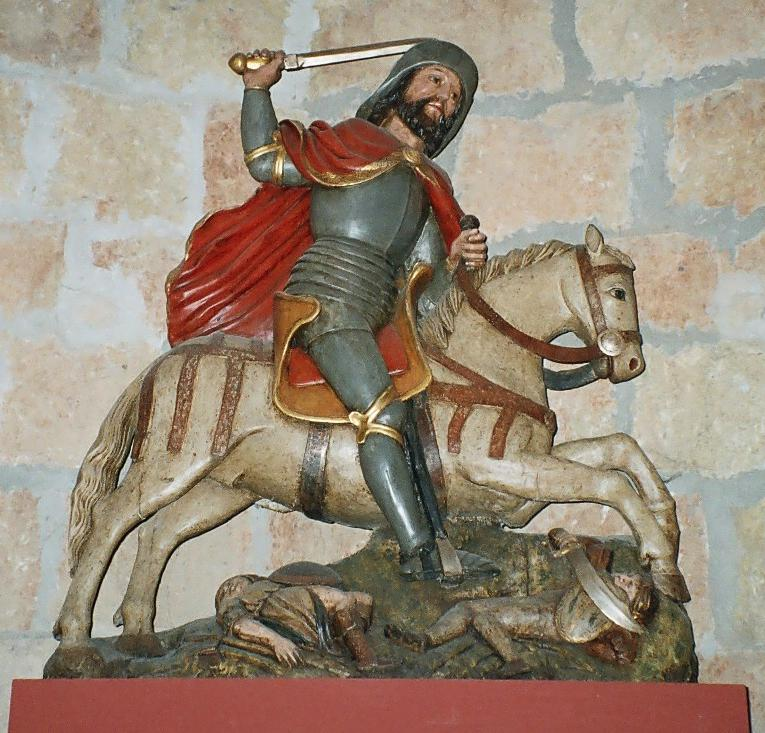
Imagen de Santiago Matamoros en Carrión de los Condes.

Por la Crónica Najerense se conocen las campañas de Ramiro contra los árabes, mientras que las crónicas de Abderramán II hablan de campañas moras en Álava, pero unas y otras coinciden en las fuertes luchas en el área riojana. Más concretamente, las fuentes asturleonesas cuentan que Ordoño I, el hijo de Ramiro I, cercó la ciudad de Albelda y estableció su base en el monte Laturce, es decir, el mismo lugar donde la leyenda sitúa la batalla de Clavijo. Y los hallazgos arqueológicos no dejan lugar a dudas: en Albelda se combatió, y mucho,[cita requerida] aunque noticia de la supuesta batalla de Clavijo, supuestamente ya famosa, no apareció en ninguna fuente hasta siglos después de su supuesta fecha. También es la referencia histórica que Enrique IV y posteriormente el resto de monarcas han empleado para la creación y confirmación de privilegios al Antiguo e Ilustre Solar de Tejada, único señorío que se ha mantenido desde entonces hasta la actualidad.

## Descripción
La batalla tendría su origen en la negativa de Ramiro I de Asturias a seguir pagando tributos a los emires árabes, con especial incidencia en el tributo de las cien doncellas. Por ello las tropas cristianas de Ramiro, capitaneadas por Sancho de Tejada, irían en busca de los musulmanes, con Abderramán II al mando, pero al llegar a Nájera y Albelda se verían rodeados por un numeroso ejército árabe formado por tropas de la península y por levas que provendrían de la zona que se corresponde actualmente con Marruecos, teniendo los cristianos que refugiarse en el castillo de Clavijo en Monte Laturce.
Las crónicas[¿cuál?] cuentan que Ramiro I tuvo un sueño en el que aparecía el apóstol Santiago, asegurando su presencia en la batalla, seguida de la victoria. Al día siguiente, el 23 de mayo de 844, los ejércitos de Ramiro I, animados por la presencia del Apóstol guerrero montado en un corcel blanco se enfrentaron al ejército musulmán. Sancho, sus trece hijos, 12 caballeros galicianos y los hombres de Ramiro obtienen una victoria enorme que libera a los Cristianos de pagar el ignominioso tributo de las cien doncellas “cincuenta nobles para tratar casamiento con ellas y las otras cincuenta para mancebas”.
Tras la victoria, en honor al Apóstol Ramiro ordena levantar la Iglesia del Bendito Santiago y otorga a Sancho ciertos privilegios además del apellido de Tejada en recuerdo de la rama de un tejo que utilizó como arma cuando se rompió su lanza en el combate y que blandía valientemente arengando a sus tropas en un último esfuerzo.

## Voto de Santiago
El día 25 de mayo en la ciudad de Calahorra (el año no se especifica) Ramiro habrá dictado el voto de Santiago, comprometiendo a todos los cristianos de la Península a peregrinar a Santiago de Compostela portando ofrendas como agradecimiento al Apóstol por su también supuesta intervención e imponiendo un impuesto obligatorio a la Iglesia. No obstante, al igual que el mito, la supuesta donación de Ramiro a la Iglesia tampoco es auténtica, y fue instituida realmente en el siglo XII.
Con este suceso, el Apóstol se convirtió en símbolo del combate contra el islam, y se le reconoció desde entonces como Santiago Matamoros.

## Leyenda
El motivo de la creación de esta leyenda habría sido animar a la población a luchar contra los musulmanes, para poder contrarrestar el espíritu de guerra santa con la que luchaban éstos y que les conseguía el Paraíso.[cita requerida]
La primera crónica que cita esta legendaria aparición fue narrada (hacia 1243) por Rodrigo Jiménez de Rada, arzobispo de Toledo.